# Oratorio di Barottoli
L'oratorio di Barottoli è un edificio sacro situato nel comune di Monteroni d'Arbia, nei pressi della frazione di Radi.

## Storia e descrizione
Fu costruito per accogliere un'immagine della Madonna col Bambino risalente al XIV secolo assai venerata dalle popolazioni del luogo. La pittura si trovava sulla parete di una casa in rovina. Nel 1615 si diede inizio alla costruzione di un oratorio, e l'immagine, staccata dal muro, fu collocata nel 1617 sull'altare maggiore del nuovo edificio che fu completato nel 1620. Di proprietà privata, oggi si presenta con un interno assai decoroso, a pianta unica, con quattro campate terminanti in volte a crociera. Nei due altari laterali, in stucco a volute bianche, si trovano una copia della tela di Rutilio Manetti raffigurante la Tentazione di Sant'Antonio Abate, e un dipinto settecentesco, raffigurante Tobiolo e l'Angelo.